# La Metro FM
La Metro FM es una estación radial chilena ubicada en el 95.9 MHz del dial FM en Santiago de Chile, fundada en 2023 y enfocada al público adulto contemporáneo de corte liberal. Cuenta con una red de 7 emisoras a lo largo de Chile. También transmite para todo el país por el canal 663 (con D-Box) de la cableoperadora VTR, por el canal 184 de Zapping y vía Internet en el resto del país y en todo el mundo.

## Historia
Luego de un periodo de marcha blanca de aproximadamente dos meses, comenzó a transmitir de manera oficial bajo el nombre de Estación Metropolitana el día 23 de octubre de 2023 con su eslogan: "Señal de libertad". La señal, ubicada en la frecuencia 95.9 FM (antigua frecuencia de FM Tiempo), ha sido arrendada a Mega Media por la Sociedad Informativa Lago Villarrica, creada por Alejandro Martini Iriarte, empresario oriundo de Villarrica, Región de La Araucanía y expresidente regional del Partido Republicano de dicha región, también comentarista del sitio web El Líbero.
Con un enfoque en la contingencia política, este nuevo proyecto encabezado por el periodista Werne Núñez como directorreunió para su arranque a rostros como el periodista Javier Olivares, la actriz y locutora Renata Bravo, el arquitecto y columnista, Iván Poduje, el historiador Cristóbal García-Huidobro y la periodista y política Macarena Santelices.
Se integra Julio Contreras proveniente de Radio Agricultura, como el nuevo gerente general, y se adopta el nuevo nombre de la Radio: "LA METRO", con la campaña: "Dilo con confianza, me voy a La Metro" y su nuevo eslogan. "Te escucha", dejando atrás su anterior eslogan: "Señal de libertad".
La radio anuncia una renovación en su parrilla a partir de marzo de 2024: se integran a la estación Gonzalo Feito (ex conductor de Mirada Velvet en Radio Agricultura), Patricio Bauerle y Pamela Le Roy (ex conductores de La comunidad sin anillo en Radio Concierto). En el horario diurno, Werne Núñez pasa a tener más participación sustituyendo a Javier Olivares en el noticiero El Despertador y luego conduciendo junto a Renata Bravo el programa matinal Desayuno de campeones.
Posteriormente, se suma el periodista deportivo Fernando Solabarrieta para animar el espacio Marca personal, en un principio junto a Ivette Vergara, siendo reemplazada a las pocas semanas de iniciado por el exarquero y comentarista deportivo Nicolás Peric y la periodista Carolina Fernández. A su vez, en el mes de mayo, el cantante y animador José Alfredo Fuentes se integra con un programa misceláneo titulado La hora del Pollo, emitido los domingos al mediodía.

## Expansión en regiones
El 25 de enero de 2025, La Metro FM llega a Temuco en la frecuencia 94.3 MHz y a Villarrica y Pucón en la frecuencia 91.5 MHz (ambas Ex-La Metro Araucanía).
El 2 de abril de 2025, La Metro FM llega a Arica en la frecuencia 102.5 MHz, a La Ligua y Papudo en la frecuencia 90.9 MHz y a San Felipe y Los Andes en la frecuencia 96.1 MHz (todas Ex-Radio Amor).
El 15 de abril de 2025, La Metro FM llega a Punta Arenas en la frecuencia 88.1 MHz (Ex-Radio Avivasur).
Actualmente, en el resto del país y en todo el mundo, sólo es posible escuchar La Metro FM a través de la señal en línea de su página web, sus aplicaciones para iOS y Android, además, la emisora transmite por el canal 663 (con D-Box) de la cableoperadora VTR y por el canal 184 de la cableoperadora por internet (IPTV) Zapping.

## Programación

### 2023
- El Despertador (con Javier Olivares)
- Hable con ellas (con Renata Bravo y Macarena Santellices)
- Chile bajo ataque (con Iván Poduje)
- La Historia Sin Fin (Cristóbal García-Huidobro)
- Tema país (con Tomás Aylwin)
- Qué pasó ayer (con Sebastián Puga, Pablo Araujo y Pablo Zúñiga)

### 2024
- El Despertador (con Constanza Téllez)
- Desayuno de campeones (con Renata Bravo y Eduardo de la Iglesia)
- Marca Personal (con Fernando Solabarrieta, Nicolás Peric y Carolina Fernández)
- Metro cuadrado (con Constanza Schultz)
- Show Me The Money (con Constanza Téllez)
- Ropa tendida (con Javiera Rodríguez)
- La Historia Sin Fin (Cristóbal García-Huidobro)
- Ingobernables (con Gonzalo Feito y Carlos Otondo)
- El Juego de la Verdad (con Patricio Bauerle y Pamela Le Roy)
- Qué Pasó Ahora (con Sebastián Puga y Pablo Araujo)
- Chile al hombro (con Álvaro Izquierdo)
- La hora del Pollo (con José Alfredo Fuentes)
- Gamer a los 40 (con Alejandro Alaluf)

### 2025
- El Despertador (con Maritxu Sangroniz)
- Desayuno de campeones (con Renata Bravo)
- Marca Personal (con Fernando Solabarrieta, Luka Tudor y Oscar Garrido)
- Código astral (con Rosaura Fernández)
- Dos en la ciudad (con Karla Rubilar y Christian Pino)
- Show Me The Money (con Constanza Téllez)
- Metro cuadrado (con Constanza Schultz)
- Siempre pasa algo (con Eduardo de la Iglesia)
- Ropa tendida (con Javiera Rodríguez)
- La Historia Sin Fin (Cristóbal García-Huidobro)
- Ingobernables (con Gonzalo Feito)
- El Juego de la Verdad (con Patricio Bauerle y Pamela Le Roy)
- Gamer a los 40 (con Alejandro Alaluf)
- Pasaporte al Día (con María Gracia Subercaseaux y Álvaro Castilla)
- Chile al hombro (con Álvaro Izquierdo)
- La hora del Pollo (con José Alfredo Fuentes)